# Roussanne

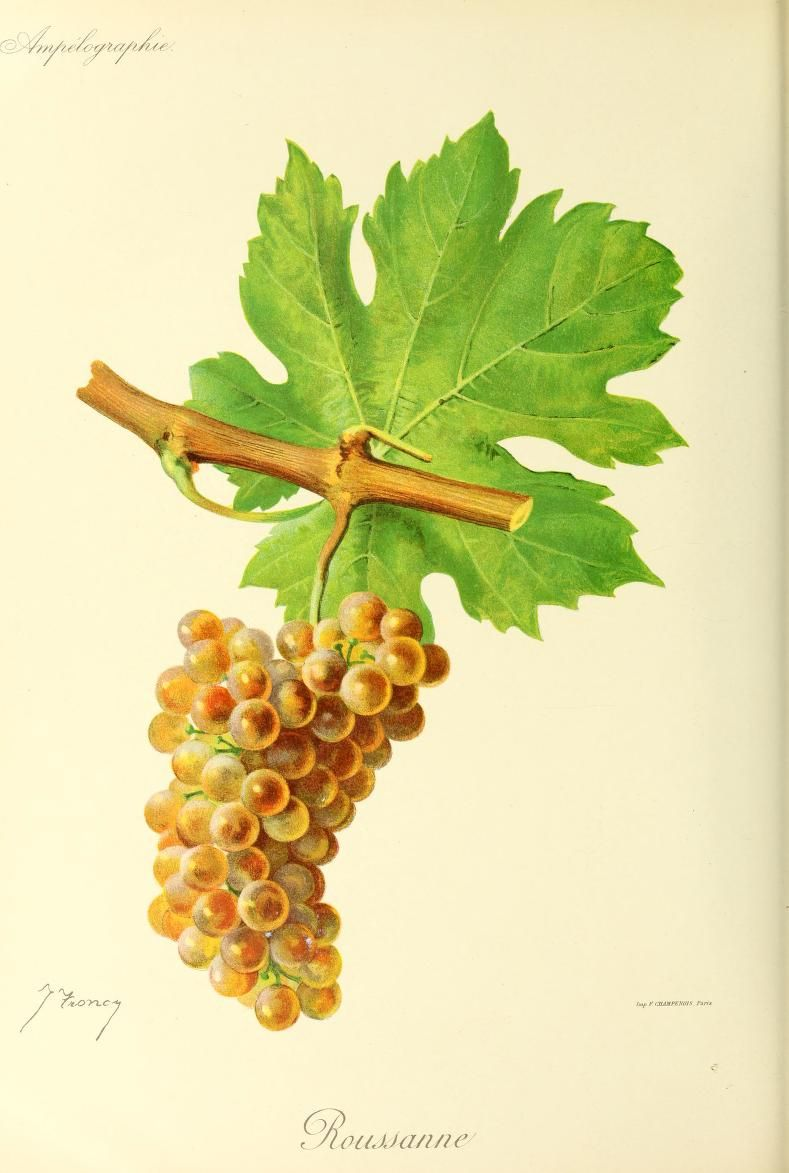
Roussanne im Buch von Viala & Vermorel

Roussanne ist eine eher seltene Weißweinsorte, die hauptsächlich im französischen Rhônetal, im Savoie und in der Provence, aber auch im Schweizer Rhonetal, in der Toskana innerhalb der Provinz Lucca, Australien und Kalifornien (→ Weinbau in Kalifornien) angebaut wird. Sie wird im Wallis Ermitage genannt und ist ein Walliser AOC-zertifizierter Wein. Der Begriff «Ermitage» zusammen mit der Bezeichnung «AOC Wallis» gilt als «Ermitage du Valais». In der Toskana heißt die Weißweinsorte Montecarlo und in Savoyen auch Bergeron. Der Name Roussanne beschreibt die Farbe der reifen, rostroten Trauben. Der weltweite Bestand wird auf knapp 1.500 Hektar geschätzt. Louis Levadoux, ein französischer Ampelograph ordnete Roussanne der Rebsortenfamilie „famille des Sérines“ zu, der auch die Sorten Syrah, Mondeuse, Viognier, Altesse oder Marsanne blanche angehören. Demnach käme die Sorte aus dem Südosten Frankreichs.
Die aus Roussanne gekelterten Weine sind säurereich und haben ein blumiges Aroma. Sie sind sehr lange lagerfähig und entwickeln dann mineralische Noten. Die Sorte ist jedoch anfällig für Grauschimmelfäule und den Echten Mehltau und stellt hohe Ansprüche an den Standort. Im nördlichen Rhônetal wurde sie daher weitgehend von der Marsanne blanche verdrängt. Zusammen mit dieser findet sie dort in die weißen Hermitage, Crozes-Hermitage und Saint-Joseph Eingang. Andernorts wird sie mit Chardonnay und Vermentino verschnitten. Reinsortig wird sie von einigen Winzern in Châteauneuf-du-Pape ausgebaut, so im „Vieilles Vignes“ des Château de Beaucastel. Im Jahr 2007 wurde in Frankreich eine Rebfläche von 1.307 Hektar erhoben. Kleine Bestände sind auch in der Schweiz bekannt (1,7 Hektar, Stand 2007).
Siehe auch die Artikel Weinbau in Frankreich, Weinbau in Australien, Weinbau in Italien, Weinbau in den Vereinigten Staaten und Weinbau in der Schweiz sowie die Liste von Rebsorten.

## Ampelographische Sortenmerkmale

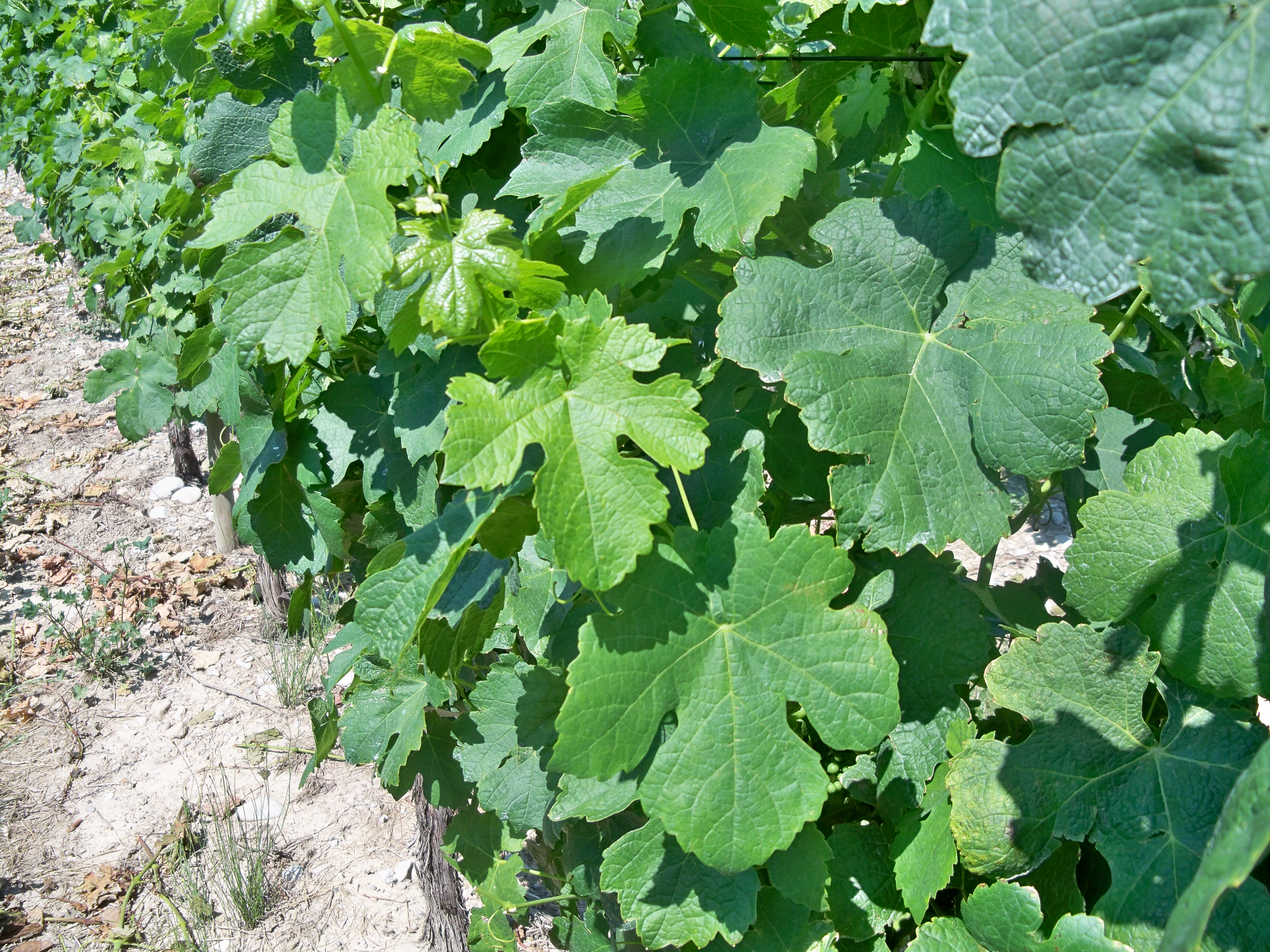
Das Laub der Roussanne Rebe. Deutlich zu sehen ist die tiefe Lappung des Blattes.

In der Ampelographie wird der Habitus folgendermaßen beschrieben:
- Die Triebspitze ist offen. Sie ist weißwollig behaart mit karminrotem Anflug. Die blasigen  Jungblätter sind noch wollig behaart und bereits stark gebuchtet.
- Die großen und dicken Blätter sind fünflappig und tief gebuchtet. Die Stielbucht ist Lyren- förmig geschlossen. Das Blatt ist stumpf gezahnt. Die großen Zähne sind im Vergleich der Rebsorten weit gesetzt. Die Blattoberfläche (auch Spreite genannt) ist blasig derb.
- Die walzenförmige Traube ist klein bis mittelgroß und dichtbeerig. Die rundlichen Beeren sind klein und von weißlichen bis goldgelben Farbe, die bei Vollreife ins rostrote tendiert.

Die Rebsorte reift ca. 20 Tage nach dem Gutedel und ist somit im internationalen Vergleich fast noch früh reifend obwohl die Reife selbst im nördlichen Rhônetal nicht immer erreicht wird. Gegenüber dem Echten Mehltau und die Rohfäule ist sie kaum resistent. Der Ertrag ist schwach und zudem schwankend. Roussanne ist eine Varietät der Edlen Weinrebe (Vitis vinifera). Sie besitzt zwittrige Blüten und ist somit selbstfruchtend. Beim Weinbau wird der ökonomische Nachteil vermieden, keinen Ertrag liefernde, männliche Pflanzen anbauen zu müssen.

## Synonyme
Roussanne ist auch unter den Namen Barbin, Bergeron, Courtoisie, Fromental, Fromental jaune, Fromenteau, Greffon, Greffou, Martin cot, Petite Roussette, Picotin blanc, Plant de Seyssel, Rabellot, Rabelot, Ramoulette, Rebellot, Rebolot, Remoulette, Roussane, Roussane blanc, Roussette (jedoch nicht mit der Rebsorte Altesse zu verwechseln), Rusan belyi und Rusan blan bekannt.